# Ту-123
Ту-123 «Ястреб» — советский сверхзвуковой дальний беспилотный разведчик, производства КБ Туполева.
Предназначался для ведения фото- и радиоразведки на дальность до 3200 км. Построен на основе опытного беспилотного ударного самолёта-снаряда Ту-121. Другое обозначение: ДБР-1 (дальний беспилотный разведчик).

## История
Проект «самолёта 123» предусматривал межконтинентальный сверхзвуковой беспилотный самолёт-снаряд с термоядерным зарядом, созданный на базе «самолёта 121» (Ту-121, изделие «С»). Отличие «123-го» было в больших размерах и более мощном ТРДД НК-6, астроинерциальной системе управления.
Также был эскизный проект «самолёта 133» с дополнительными подвесными топливными баками.
Все работы по 121, 123 и остальным аналогичным проектам были прекращены как бесперспективные и было решено развивать ударные системы на основе баллистических ракет. Название «самолёт 123» перешло к новому проекту БПЛА — разведывательному.
Разработка БПЛА Ту-123 была начата в ОКБ-156 А. Н. Туполева в 1960 году, а точнее, в новом подразделении «отдел К». 16 августа 1960 года вышло Постановление СМ СССР о создании беспилотного самолёта-разведчика ДБР-1 «Ястреб». В отличие от исходного самолёта И121К, в соответствии с новым назначением разведывательный БПЛА должен был быть оборудован аппаратурой фото- и радиоразведки, системами привода в заданную точку и спасения полученных разведывательных материалов. Дополнительно КБ поручалось проработать возможность многоразового использования этого беспилотника.
Новый самолёт-разведчик получил обозначение И123К (Ту-123) или ДБР-1 (дальний беспилотный разведчик). Заводские испытания были закончены в сентябре 1961 года, а государственные — в декабре 1963 года. Постановлением Совета Министров СССР N 444—178 от 23 мая 1964 года система дальней беспилотной фото- и радиотехнической разведки ДБР-1 «Ястреб» была принята на вооружение ВВС СА. 

Серийное производство осуществлялось в Воронеже на заводе № 64 с 1964 по 1972 год. Всего было изготовлено 52 изделия.
Система состояла на вооружении разведывательных подразделений ВВС, дислоцировавшихся в западных приграничных военных округах, до 1979 года. Теоретически разведчики могли выполнять задачи над всей центральной и западной Европой, хотя реальных полётов БПЛА над этой территорией не выполнялось. Тем не менее, запуски этих БПЛА в ходе учений неоднократно подтверждали высокую надёжность и заявленные лётно-технические характеристики.
А после принятия на вооружение разведчика МиГ-25Р комплексы ДБР-1 постепенно стали снимать с эксплуатации.

## Конструкция
Система ДБР-1 состояла из стартового автомобиля САРД-1 (СТА-30) на базе ракетного тягача МАЗ-537 с полуприцепом — стартовой установкой СУРД-1 (СТ-30), контрольно-стартовой машины КАРД-1С (КСМ-123) и собственно БПЛА.
Система дальней беспилотной разведки (ДБР-1) предназначалась для проведения воздушной разведки аэродромов, стартовых комплексов ракет, военно-промышленных объектов, военно-морских баз и портов, расположения войск, кораблей, систем ПВО и ПРО, а также для контроля за результатами применения оружия массового поражения.
Самолёт представлял собой цельнометаллический моноплан со среднерасположенным треугольным крылом и трёхрулевым трапециевидным оперением. Крыло имело стреловидность по передней кромке 67 град., по задней кромке имелась небольшая обратная стреловидность 2 град. Крыло не имело никаких средств механизации и управления, и всё управление БПЛА в полёте осуществлялось цельноповоротным килём и стабилизатором, причём стабилизатор отклонялся синхронно — для управления по тангажу, и дифференциально — для управления по крену. Привод рулевых поверхностей — гидравлическими рулевыми приводами, охлаждаемыми в полёте спиртоводяной смесью, что обеспечивало их нормальную работу с учётом аэродинамического нагрева и нагрева от форсажной камеры двигателя.
Фюзеляж в сечении представлял собой круглую форму, переходящую в овальную в хвостовой части и конструктивно состоял из шести отсеков.
В носовом отсеке Ф-1, который заканчивался на 15 шпангоуте, монтировалась вся разведывательная и часть навигационно-пилотажной аппаратуры. Этот отсек являлся спасаемым многоразовым приборным контейнером, тогда как остальная часть БПЛА (отсеки Ф-2 — Ф-6) была одноразовой. Носовая часть Ф-1 весила 2800 кг и после выполнения задания спускалась на парашюте и оборудовалась шасси пяточного типа, которое выпускалось в воздухе перед посадкой отсека. Между 8 и 15 шпангоутами находился герметичный отсек, где располагались фотоаппараты, станции радиотехнический разведки и другая аппаратура. В негерметичный части контейнера располагалась система кондиционирования и обдува, обеспечивающая нормальную работу приборов герметичного отсека.
Отсеки Ф-2, Ф-3 и Ф-4 представляли собой цельносварные интегральные топливные баки, с аппаратурой топливоизмерения и перекачки топлива. Объём топливной системы 19000 литров. К этим отсекам крепились съемные консоли крыла.
В кормовых отсеках Ф-5 и Ф-6 установлен турбореактивный двигатель КР-15-300, агрегаты электрооборудования, НПК, рулевые приводы, тормозной парашют, система охлаждения. Все отсеки фюзеляжа вместе с крылом, кроме Ф-1, были одноразовыми и использовались только в одном полете.
Короткоресурсный двигатель КР-15-300 создавался в КБ С. Туманского специально под БПЛА Ту-121 и был рассчитан для выполнения крейсерских высотных сверхзвуковых полётов. Двигатель имел максимальную форсажную тягу 15000 кгс, но в полётном форсажном режиме тяга составляла около 10000 кгс. Двигатель был рассчитан на ресурс в 50 моточасов. Для старта и разгона на самолёте устанавливались два стартовых твердотопливных ускорителя ПРД-52 с тягой 75000—80000 кг каждый. Ускорители после работы отделялись от фюзеляжа БПЛА на пятой секунде после старта. Максимальная скорость аппарата 2700 км/час.
В носовом контейнере находился перспективный аэрофотоаппарат АФА-41/20М, три плановых аэрофотоаппарата АФА-54/100М, фотоэлектрический экспонометр СУ3-РЭ, станция радиотехнической разведки (РТР) СРС-6РД «Ромб-4А», доплеровская навигационная станция, радиоответчик, радиомаяк, автономная система электроснабжения, система кондиционирования и наддува, парашютная посадочная система, четырёхстоечное шасси с пневмоприводом.
Для удобства обслуживания носовой контейнер технологически расстыковывался на три части (отсека), без рассоединения коммуникаций и электрокабелей. К самолёту (отсеку Ф-2) контейнер крепился четырьмя пневмозамками. Хранение и транспортировка носового контейнера производилась в специальном автомобильном закрытом полуприцепе.
Самолёт стартовал с установки СТ-30 под углом 12 градусов к горизонту. Перед пуском на борт вводилась необходимая программа полета. По программе, введенной перед стартом, включались и выключались аэрофотоаппараты, станции радиотехнической разведки. После выполнения задания выдавалась команда на приземление приборного отсека в заданном месте. После приземления приборного отсека на нем начинал работать радиомаяк, что облегчало его поиск.
Система управления БПЛА — программируемый перед полётом по заданному маршруту навигационно-пилотажный комплекс. На конечном этапе возвращения самолёт наводился по приводной радиостанции комплекса.

## Модификации
| Название модели | Краткие характеристики, отличия.                                                                                     |
| --------------- | --- |
| Ту-123          | Дальний беспилотный разведчик.                                                                                       |
| Ту-123М         | Беспилотный самолёт-мишень (Ястреб-М), был построен опытный экземпляр.                                               |
| Ту-123П         | Пилотируемый вариант или изделие 141 (Ястреб-П), был подготовлен проект возвращаемого разведчика с пилотом на борту. |
| Ту-139          | Самолёт (Ястреб 2) полностью спасаемый вариант самолёта Ту-123, построено несколько опытных образцов.                |

## Лётно-технические характеристики
Технические характеристики
- Длина: 27,83 м
- Размах крыла: 8,41 м
- Высота: 4,78 м
- Масса пустого: 11450 кг
- Максимальная взлётная масса: 35610 кг
- Масса топлива во внутренних баках: 16600 кг
- Силовая установка: 1 × ТРДФ Р-15К-300
  - Форсажная тяга: 1 × 10000 кгс
- Вспомогательная силовая установка: 2 × ПРД ПРД-52
  - Тяга ВСУ: 2 × 80000 кгс

Лётные характеристики
- Крейсерская скорость: 2700 км/ч (М=2,5)
- Практическая дальность: 3560—3680 км
- Высота полёта:
  - В начале маршевого участка: 22800 м
  - В конце маршевого участка: 19000 м

## Эксплуатация
Предварительная подготовка БПЛА к вылету обеспечивалась средствами технической позиции, и при этом одна техпозиция могла обеспечить работу нескольких стартовых позиций. Проверка систем производилась из кузова КСМ-123, команда на старт выдавалась из СТА-30 или с помощью выносного пульта, поскольку было опасно находиться в кабине тягача при стартующем практически тридцатиметровым изделием. Для запуска двигателя на самолёте стояли два стартер-генератора, для питания которых пришлось дорабатывать силовую установку МАЗ-537 установкой авиационного генератора на 28 вольт.
БПЛА стартовал со стрелы установки СТ-30 по углом +12 град. к горизонту. На пятой секунде отделялись стартовые ускорители, на девятой секунде отстреливался дозвуковой коллектор воздухозаборника. Самолёт достигал маршевой высоты полёта 22,8 км, которая по мере выработки топлива в конце маршрута составляла 19 км. Полёт и работа фотоустановок происходили по ранее заложенной программе. После разворота назад и подлёте к месту посадки на удалении 400—500 км автоматически включалась бортовая аппаратура радиопривода.
На земле в это время работала РЛС системы ДБР-1 в режиме обзора. После захвата и опознавания БПЛА РЛС переходила в режим автосопровождения и включалась система радиопривода, выдававшая команды на борт о радионаведении и приземлении приборного отсека в заданной точке. Производилась остановка двигателя, сброс остатков топлива из баков и перевод БПЛА в режим набора высоты с целью более эффективного гашения скорости. Выпускался тормозной парашют над соплом двигателя и БПЛА начинал снижение. Затем отстреливался приборный носовой отсек БПЛА и вводился в действие посадочный парашют отсека. Для амортизации выпускались четыре опоры шасси, и после приземления включался автоматический радиомаяк, для облегчения поиска приборного отсека наземной командой.
Приборный отсек разрабатывался как многоразовый, а вот остальная часть БПЛА была одноразовой — тормозной парашют не спасал от разрушения центральную и хвостовую часть самолёта.